# TheJazz

theJazz est une radio numérique privée britannique, détenue par le groupe Gcap Media (en), diffusée entre le 25 décembre 2006 et le 31 mars 2008.
La diffusion se faisait en numérique sur Digital One, Sky Digital, NTL, Telewest et sur internet. 
La station couvrait une large gamme de musiques jazz comme le bebop, le blues, ou le modern jazz. GCap avait affirmé que la station ferait pour le jazz ce que Classic FM fait pour la musique classique, en rendant le genre accessible au plus grand nombre au Royaume-Uni.
GCap Media avait également déclaré que la station développerait ses services, ce qui incluait la balladodiffusion, les concerts en direct, et les téléchargements. De plus GCap avait lancé un compte sur MySpace pour promouvoir la station, de la même façon que pour les radios Chill (en) et Core (en).

## Slogan
- 2006 - « Come into the cool and feel good » (Venez dans le calme et sentez-vous bien)